# بخش آگار مالوا
بخش آگار مالوا (به انگلیسی: Agar Malwa district) یک منطقهٔ مسکونی در هند است که در Ujjain division واقع شده‌است. بخش آگار مالوا ۲٬۷۸۵ کیلومتر مربع مساحت و ۵۷۱٬۲۷۵ نفر جمعیت دارد. 